# Aek Badak Jae
Aek Badak Jae is een bestuurslaag in het regentschap Tapanuli Selatan van de provincie Noord-Sumatra, Indonesië. Aek Badak Jae telt 2229 inwoners (volkstelling 2010).